# Pletismografia ad aria

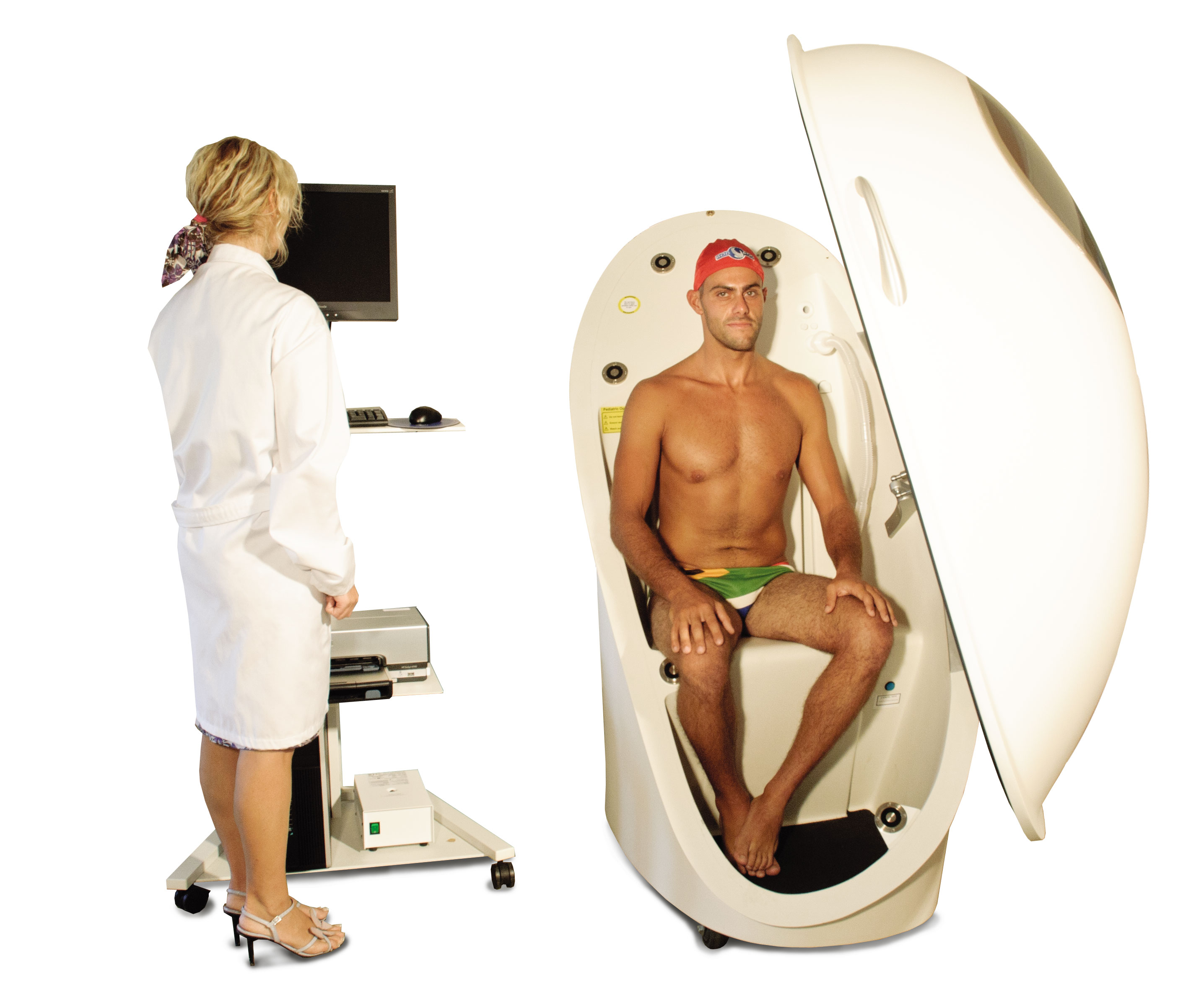
Misura della composizione corporea in adulti col metodo della pletismografia ad aria (ADP)

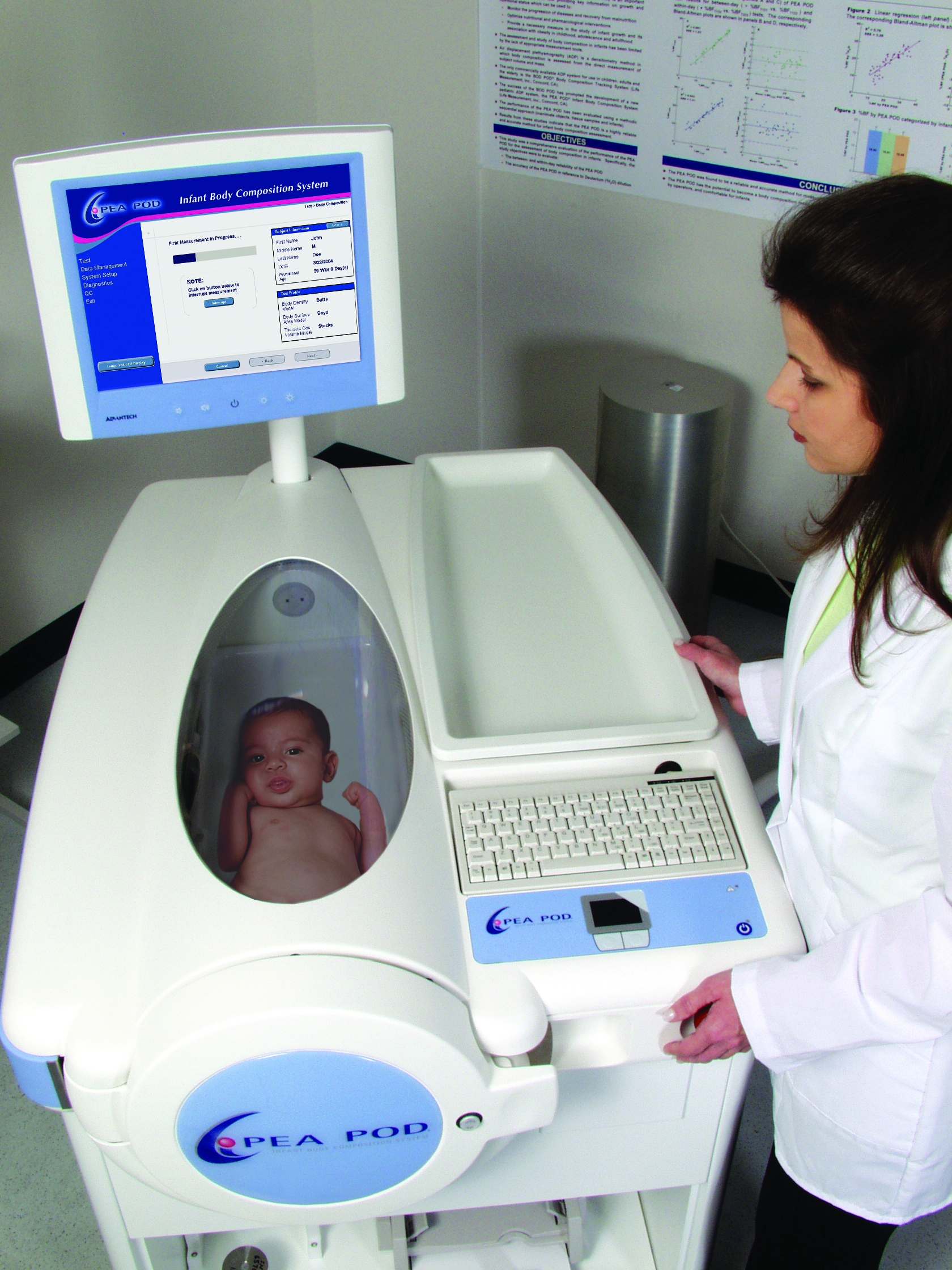
Misura della composizione corporea in neonati col metodo della pletismografia ad aria (ADP)

La pletismografia a spostamento d'aria (Air Displacement Plethysmography o ADP in lingua inglese) è un metodo densitometrico riconosciuto e validato scientificamente per la misura della composizione corporea negli esseri umani.

ADP è basata sugli stessi principi scientifici del metodo Gold Standard della pesata idrostatica, ma attraverso una tecnica densitometrica che utilizza lo spostamento di aria invece dell'immersione in acqua.
La pletismografia a spostamento d'aria offre numerosi vantaggi rispetto ad altri sistemi di riferimento, inclusa una procedura di misura veloce, comoda, automatica, non-invasiva e sicuro, e permette di effettuare la misura della composizione corporea su vari tipi di soggetti (bambini, pazienti obesi, anziani e disabili).

## Storia
I principi della pletismografia furono per la prima volta applicati alla misura del volume e composizione corporea dei neonati agli inizi del 1900, ma fu solo negli anni sessanta che venne raggiunta una misurazione relativamente stabile. Questi sistemi però richiedevano che le condizioni ambientali rimanessero costanti. Le applicazioni su esseri umani sono quindi rimaste limitate, anche per difficoltà tecniche nell'aggiustare le irregolarità dovute alla temperatura ed all'umidità dell'aria vicino alla pelle. A causa di questo tipo di inconvenienti e di diverse difficoltà tecniche, nessuno dei pletismografi ad aria sviluppati in quegli anni fu mai concepito per un uso diffuso e commerciale.
In seguito pletismografi a spostamento d'aria tecnologicamente più avanzati furono sviluppati negli anni 80, ma fu solo a metà degli anni 90 che fu introdotto il primo sistema commerciale di pletismografia a spostamento d'aria per la misura di soggetti adulti. Ai primi anni 2000 fu introdotto sul mercato un sistema per la misura della composizione corporea di neonati.

## Funzionamento
Con la pletismografia a spostamento d'aria, il volume di un oggetto viene definito indirettamente misurando il volume di aria che si sposta dentro una camera chiusa (pletismografo). In questo modo, il volume di un corpo umano è misurato quando un soggetto siede dentro la camera e sposta un volume di aria uguale al suo volume corporeo. Il volume corporeo è calcolato indirettamente sottraendo il volume di aria rimasta dentro la camera (quando il soggetto è dentro) dal volume di aria nella camera vuota. L'aria dentro la camera è misurata applicando le principali leggi fisiche dei gas. Secondo la Legge di Boyle a temperatura costante, il Volume (V) e la Pressione (P) sono inversamente correlati. Quindi, quando è mantenuta una temperatura costante (condizioni isotermiche), la Legge di Boyle può essere applicata. Come conseguenza, i primi pletismografi avevano bisogno di ambienti con temperature controllate e condizioni isotermiche nella camera di test. Questo problema non fu completamente risolto fino a quando non furono sviluppati sistemi che non richiedevano condizioni isotermiche di test.

## Validazioni
La tecnologia della pletismografia a spostamento d'aria è stata validata sulle principali tecniche di misura della composizione corporea:
- Pesata idrostatica[4]
- Principali metodi di riferimento: pesata idrostatica, Dexa densitometria assiale a raggi X, misura del contenuto di acqua (Total Body Water TBW) attraverso la diluizione isotopica, misura del contenuto di potassio totale, e modelli multi-compartimentali[1]
- Metodo del Deuterio (per neonati)[5]

## Sistemi sul mercato
Al momento ci sono solo due modelli disponibili in commercio che utilizzano la pletismografia a spostamento d'aria per la misura della composizione corporea: BOD POD (per bambini e adulti) e PEA POD (per neonati).